# Murotsu Hayato
Hayato Murotsu (sinh ngày 12 tháng 4 năm 2000) là một cầu thủ bóng đá người Nhật Bản.

## Sự nghiệp câu lạc bộ
Hayato Murotsu đã từng chơi cho Cerezo Osaka.